# Adelaida d'Àustria
Maria Adelaida Francesca d'Àustria (Milà 1822 - Torí 1855) va ser una arxiduquessa d'Àustria, esdevinguda reina consort de Sardenya pel seu matrimoni amb Víctor Manuel II.

## Primers anys
Va néixer a Milà (Llombardia) el dia 3 de juny de 1822, filla de l'arxiduc Rainier d'Àustria i de la princesa Elisabet de Savoia-Carignano. Era neta per via paterna de l'emperador Leopold II, emperador romanogermànic i de la infanta Maria Lluïsa d'Àustria mentre que per via materna ho era del príncep Carles Manuel de Savoia-Carignano i de la princesa Maria Teresa de Savoia.
Educada a la cort virreinal de Milà en un ambient culte i italianitzat, on el seu pare era el governador de les dues províncies italianes de l'Imperi austríac, Llombadia i Venècia

## Matrimoni
Adelaida es va casar a Stupinigi el 12 d'abril de 1842 amb el príncep Víctor Manuel, que esdevindria el primer rei d'Itàlia. La seva relació havia començat anys abans perquè eren cosins; la mare d'Adelaida era l'única germana de Carles Albert I de Sardenya. Les dues famílies sovint s'havien relacionat, i l'afecte entre tots dos va anar en augment, i malgrat el seu origen austríac –que podria haver estat mal vist per part de la població– sembla que va influir també la seva ascendència savoiana.

### Descendència
Víctor Manuel i Adelaida tingueren set fills:
- Clotilde d'Itàlia (1843 - 1911), casada el 1859 amb Napoleó Josep Bonaparte

- Humbert (1844 - 1900), rei d'Itàlia

- Amadeu (1845 - 1890), duc d'Aosta i rei d'Espanya
- Otó (1846 - 1866), duc de Montferrato
- Maria Pia (1847 - 1862), reina consort de Portugal
- Carles Albert (1851 - 1854), duc de Chablais
- Víctor Manuel (1855), comte de Gènova

## Regnat
A pesar que la rebuda al Piemont va ser freda per part de la població a causa del seu origen, ben aviat Adelaida es va saber guanyar el favor de la població, perquè ben aviat es va adaptar a la forma de vida italiana. No va intervenir en afers d'estat, si bé sempre va donar suport al seu espòs, fins i tot quan va anar a la guerra amb Àustria.
Va ser una persona molt pietosa i va fer sovint obres de caritat envers els pobres i malalts, portant un registre exacte amb totes les dades possibles.

## Mort
Va morir el 20 de gener de 1855 a Torí dotze dies després del naixement del seu darrer fill. L'infant moriria sis mesos després.